# Eischleben
Eischleben is een dorp in de gemeente Amt Wachsenburg in de Ilm-Kreis in de Duitse deelstaat Thüringen. Eischleben wordt voor het eerst vermeld in een oorkonde uit 796 van het Klooster Fulda.

## Geschiedenis
Op 8 maart 1994 ging Eischleben op in de gemeente Ichtershausen, die op 1 januari 2013 opging in de gemeente Amt Wachsenburg.
Bechstedt-Wagd · Bittstädt · Eischleben · Haarhausen · Holzhausen · Ichtershausen · Kirchheim · Rehestädt · Rockhausen · Röhrensee · Sülzenbrücken · Thörey · Werningsleben